# Elite (Computerspiel)
Elite ist ein 1984 erschienenes Science-Fiction-Computerspiel von Ian Bell und David Braben, das Wirtschaftssimulation und eine bewaffnete Weltraum-Flugsimulation verbindet. Mit seiner mehr als tausend Planeten umfassenden Spielwelt sowie Verzicht auf ein klar definiertes Spielende gilt Elite als früher Vertreter eines Open-World-Spiels. Die in Echtzeit berechnete Cockpitsicht auf den Weltraum mit Polygon-Raumschiffen lag im Grenzbereich der Rechenleistung damaliger Heimcomputer.
Aufgrund seiner Popularität wurde das ursprünglich für den BBC Micro erschienene Spiel auf viele weitere Systeme portiert und blieb bis in die 1990er-Jahre beliebt. Das Spielprinzip wurde in Fremdproduktionen und offiziellen Nachfolgespielen vielfach nachgeahmt und weiterentwickelt.

## Handlung
Der Spieler hat kürzlich eine Ausbildung zum Weltraumpiloten abgeschlossen und beginnt nun bei der „Galactic Co-Operative of Worlds“ eine Karriere als Weltraumhändler. Spielziel ist es, den Kampfrang „Elite“ zu erreichen und damit zu den besten Raumschiffpiloten des Universums zu gehören.

## Spielprinzip
Zu Beginn des Spieles erhält der Spieler ein Raumschiff und ein geringes Startkapital. Ziel des Spieles ist es zunächst, durch Handel Kapital für bessere Ausrüstung anzuhäufen und damit sein Raumschiff zu verbessern.
Die Spielwelt besteht aus acht Galaxien mit vielen besuchbaren Planetensystemen. Die einzelnen Planeten können nicht besucht werden, stattdessen existiert in jedem Sonnensystem eine Orbitalstation. Der Spieler startet auf der Orbitalstation um den Planeten Lave. In jeder Station können Waren und Ausrüstung ge- und verkauft werden. Jede Station besitzt ein sogenanntes Technologielevel und eine Staatsform, die von Anarchie bis Polizeistaat reicht. Diese Attribute bestimmen Preise und Verfügbarkeit von Waren und Ausrüstung sowie das Risiko, von anderen Raumschiffen angegriffen zu werden. So sind beispielsweise auf Agrarwelten mit niedrigem Technologielevel Lebensmittel eher günstig und in großer Menge vorhanden, während Computer eher Mangelware sind und daher hohe Preise erzielen. So kann man durch Handel Profit erwirtschaften.
Während eines Flugs zeigt der Bildschirm in den oberen zwei Dritteln die sichtbare Umgebung des Schiffs. Im unteren Drittel sind die Instrumente (Temperatur, Energiereserven usw.) untergebracht. Es gibt Kameraansichten nach vorn, hinten, rechts und links. In jeder Richtung kann ein Lasergeschütz installiert werden. Mit einem vollen Tank kann man bis zu sieben Lichtjahre überwinden, bevor man auftanken muss. Treibstoff kann entweder in einer Orbitalstation gekauft werden oder mit Hilfe eines Raumgreifers in der oberen Schicht eines Sterns „geerntet“ werden.
Im Kampf mit Gegnern stehen einem zunächst nur Laser zur Verfügung. Das Waffenarsenal lässt sich aber mit Raketen (zielsuchend), einer Energiebombe (Flächenschaden) und hochwertigeren Lasern erweitern. Weitere Extras sind eine Rettungskapsel, Extra-Laderaum, Zusatzenergiespeicher und ein Andockcomputer, der das komplexe Andockmanöver bei den rotierenden Orbitalstationen automatisch ausführt.
Wurde ein Gegner zerstört, können Überreste (Ladung, Rettungskapseln) geborgen und beim nächsten Docken verkauft werden. Gleichzeitig werden einem Credits gutgeschrieben, wenn man einen Piraten zerstört hat. Greift man hingegen von sich aus an, dann steigt das Strafregister an und man wird ggf. von der Raumpolizei angegriffen. Je nach Spielzustand wird man auch von Thargoiden, einer geheimnisvollen außerirdischen Rasse, angegriffen, mit der sich die Menschheit im Krieg befindet. Sie greifen, zum Beispiel nach einem fehlerhaften Hypersprung, in der Regel in geometrischen Formationen an, haben achteckige Mutterschiffe mit unzähligen Kampfdrohnen und ergeben hohe Abschussprämien, wenn man sich gegen sie behaupten kann.
Der Spieler beginnt bei 0 Abschüssen und erhält bei 8 die erste Beförderung von harmlos auf relativ harmlos. Danach folgen schwach, durchschnittlich und überdurchschnittlich. Ab 128 gilt man als kompetent, dann gefährlich (512) und tödlich (2560). Für den Rang Elite sind in der ursprünglichen Version 6400 erfolgreiche Abschüsse nötig, wobei zu beachten ist, dass manche Schiffe weniger als einen Punkt zählen und andere bis zu 16 Punkte.
Um andere Galaxien als die Startgalaxie zu erreichen, ist ein galaktischer Hyperraumantrieb nötig. Er ist ab Technologielevel 11 für 5000 Cr zu bekommen und kann nur einmal benutzt werden. Nach Galaxie 8 erreicht man wieder die Startgalaxie.
Spezialmissionen:
In der C64-Version waren 3 geheime Missionen enthalten. Andere Versionen konnten weniger oder gar keine Geheimmissionen enthalten.
- 1. Mission: Die Jagd nach der Constrictor. Startet mit 100 Abschusspunkten in Galaxie 1 oder 2. Ein Schiffprototyp wurde gestohlen. Der Spieler macht sich auf die Suche nach dem Schiff, das er am Ende einer längeren „Schnitzeljagd“ findet und zerstört.
- 2. Mission: Kampfpläne der Thargoiden. Startet ab 500 Abschusspunkten in Galaxie 3, wenn Mission 1 erfolgreich war. Der Spieler soll geheime Daten in ein entferntes Sonnensystem bringen und wird dabei häufig von Thargoiden angegriffen.
- 3. Mission: Trumbles. Startet wenn der Spieler das erste Mal mindestens 5000 Cr besitzt. Einmal gekauft vermehren sich die Trumbles so stark, dass der Spieler eine Lösung finden muss, damit er weiter navigieren kann.

## Technik

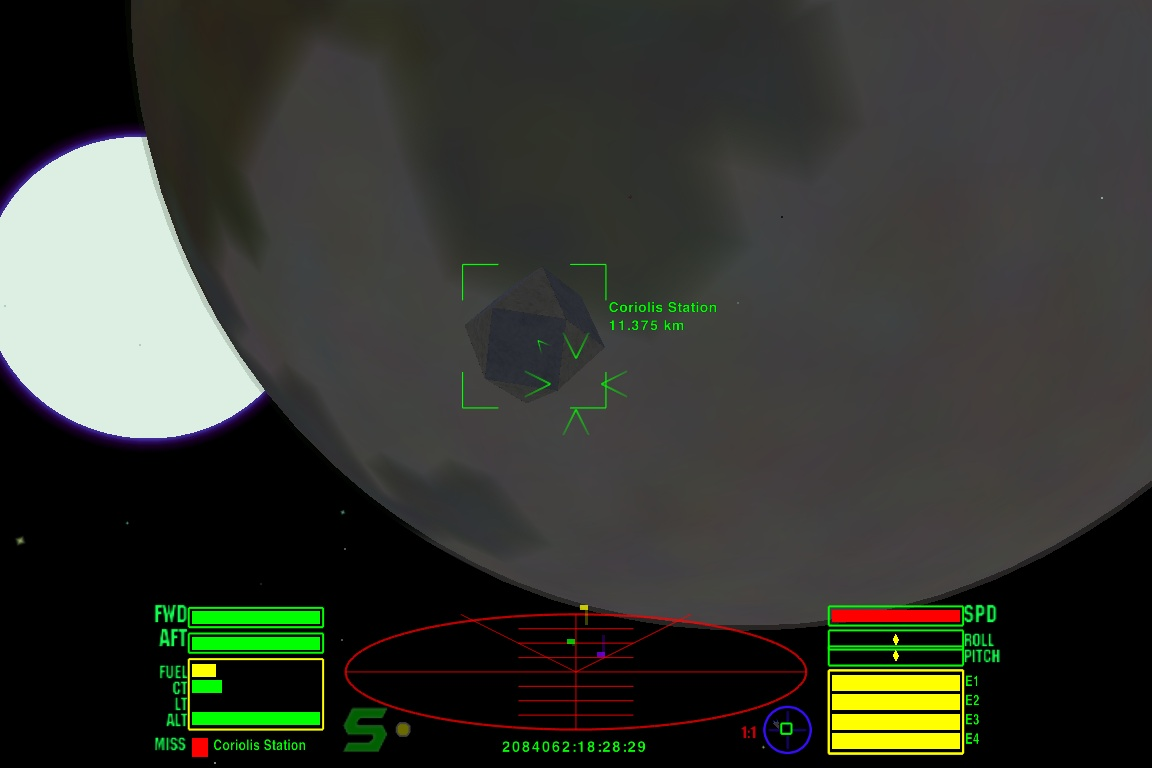
Screenshot von Oolite, einem Elite-Klon mit höher aufgelösten Grafiken und Texturen

Elite ist eine Weltraumsimulation mit 3D-Vektorgrafik, die verdeckte Linien nicht darstellt, um so den Eindruck solider Körper zu erwecken. Gegenüber den bei den zeitgenössischen Heimcomputern üblichen Drahtgittermodellen war das ein wesentlicher Fortschritt in der Qualität der räumlichen Illusion. Möglich war dieser Fortschritt durch die konsequente Verwendung der besonders einfach zu berechnenden konvexen Körper. In späteren Portierungen wurde, begünstigt durch die höhere Rechenleistung, teilweise auch Polygongrafik mit gefüllten Flächen verwendet.
Neben der neuartigen Grafikdarstellung gehörten dazu Details wie ein 3D-Radarschirm, der die Darstellungsweise von in der Luftfahrt verwendeten modernen Kollisionsvermeidungsradars aufgreift. Dieses System ermöglicht die genaue Positionsbestimmung von Objekten in einem sphärischen Raum.
Trotz der geringen Speicherkapazität der Heimcomputer bestand das Spielfeld von Elite aus 2040 Sternsystemen auf acht Karten („Galaxien“), die durch eine geschickte Verwendung eines Pseudozufallszahlengenerators mit festen Startwerten mit minimalem Speicheraufwand dargestellt werden konnten. Dieses Verfahren der Darstellung von Sternsystemen weist Ähnlichkeiten zum Rollenspiel Traveller auf.
Elite war das bekannteste Spiel, bei dem das Lenslok-Kopierschutzsystem eingesetzt wurde.

## Entwicklungs- und Veröffentlichungsgeschichte
Die Originalversion von Elite wurde von Ian Bell und David Braben für den damals in Großbritannien populären Heimcomputer BBC Micro entwickelt. Elite selbst war vom Pen-&-Paper-Rollenspiel Traveller beeinflusst und übernahm viele Elemente – wie die Klassifikation von Sternsystemen und sogar die Form einiger Raumschiffe – von diesem Vorbild.
Elite war eines der ersten Computerspiele, die dem Spieler die freie Bewegung in einer 3D-Umgebung ermöglichten. Als Science-Fiction-Spiel sprach Elite technologiebegeisterte Spieler durch eine sehr fortschrittliche Darstellung an, die den Stand der Technik bis dahin in vielerlei Hinsicht übertraf.
Im November 1999, zum 15. Geburtstag des Spiels, veröffentlichte Ian Bell Binärversionen und Quelltext vieler Versionen des Spiels zum freien Download auf seiner Website. Darauf folgend in den Jahren 1999–2000 kam es zum Disput zwischen Ian Bell und David Braben über Bells Entscheidung, diese Versionen des Originalspiels verfügbar zu machen. Der Disput wurde später beigelegt und diese Versionen sind wieder auf Bells Website verfügbar.

### Nachfolger
Die Nachfolger unter den Titeln Frontier: Elite II und Frontier: First Encounters boten inhaltliche Weiterentwicklungen (realistische Flugphysik, astronomisch weitgehend korrekte Simulation der Milchstraße), konnten aber in kommerzieller Hinsicht an den ersten Erfolg nicht anknüpfen.
Viele Versuche wurden unternommen, um würdige Klone von Elite zu erstellen. Während die meisten Projekte unfertig beendet wurden, ist der Open-Source-Klon Oolite eine erfolgreiche Ausnahme. Elite: The New Kind wurde von Christian Pinder über Reverse Engineering aus der originalen BBC-Micro-Version entwickelt und für viele Plattformen portiert. Die weitere Verbreitung wurde jedoch eingestellt, nachdem einer der ursprünglichen Autoren, David Braben, darum gebeten hatte. Im September 2014, zu Elites 30. Geburtstag, veröffentlichte Ian Bell Elite: The New Kind erneut auf seiner Website. Seitdem ist es auch wieder auf Christian Pinders Website verfügbar. In den späten 1980er-Jahren wurde auch eine nicht-offizielle Variante der kommerziellen BBC Micro Elite durch Angus Duggan mit Disassemblierung und Modifizieren des 6502 Codes erstellt. Mit vielen neuen Features ausgestattet und Elite III genannt, wurde diese jedoch bald in Elite A umbenannt, um Verwirrung zu vermeiden. Elite A wurde offiziell 1997 veröffentlicht. Diese Version wird ebenfalls von Ian Bell auf seiner Website zur Verfügung gestellt. Für den Oric Atmos wurde 2010 ein Look-alike namens 1337 veröffentlicht.
Unter dem Namen Elite: Dangerous kündigte David Brabens Firma Frontier Developments 2012 einen Mehrspieler- und netzwerkfähigen Nachfolger mit zeitgemäßer Grafik an, der an das Spielprinzip des ursprünglichen Elite anknüpft. Das Projekt wurde über die Crowdfunding-Plattform Kickstarter finanziert und am 16. Dezember 2014 veröffentlicht. Ende 2015 kam die Horizons-Erweiterung, durch die es möglich wurde, auf Planeten zu landen und mit einem Fahrzeug herumzufahren. Das Spiel ist auch als Virtual-Reality-Version für die VR-Brille Oculus Rift erhältlich.

## Rezeption

### Zeitgenössische Rezensionen
Bei Publikum und Fachpresse war Elite ein großer Erfolg. Das Spiel hielt sich über zwei Jahre in der Top 20 der „Leser-Hitparade“ der deutschen Spielezeitschrift Happy Computer.
Das deutsche Computerspielemagazin Aktueller Software Markt urteilte, Elite „breche (im Spielgenre Kampfsimulationen) alle Rekorde“ und zeichne sich durch Abwechslungsreichtum und Realismus aus. Das Magazin hob außerdem die umfangreiche Dokumentation des Spiels positiv hervor. Die Happy Computer lobte, Elite „sprudelt […] vor Details nur so über“. Die 3D-Grafik sei schnell und gut und „übertrifft alles bisher Dagewesene weit“. Redakteur Boris Schneider pries ebenfalls das 64 Seiten starke Handbuch. In Summe sei Elite „eines der besten Spiele, die für Heimcomputer erhältlich sind“. Für die Zeitschrift Power Play lobte Redakteur Heinrich Lenhardt die schnelle Grafik der MS-DOS-Version, die für „viel Weltraum-Feeling“ sorge, und die umfangreiche Dokumentation des Spiels. Lenhardt wertete, dass die „faszinierende Mischung aus Handels-, Abenteuer- und Action-Spiel […] in jede gute PC-Spielesammlung“ gehöre.

### Auszeichnungen
1986 wurde Elite von den Lesern des Aktuellen Software Markts zum Spiel des Jahres 1985 sowie zum besten Strategiespiel gewählt. 1990 wurde Elite vom Magazin Power Play in der Rubrik „Die 100 Besten Spiele“ präsentiert.

### Popkulturelle Rezeption
Die britische Royal Mail brachte 2020 einen Satz von zwölf Briefmarken mit Motiven aus britischen Computerspielen heraus, in dem ein Wert Elite abbildet.